# La Sergenté
Das neolithische Passage Tomb La Sergenté westlich des „Le Parcq de L'Oeillière“ im Kirchspiel St. Brélade auf der Kanalinsel Jersey stammt aus der frühen Jungsteinzeit (4500–3250 v. Chr.) und gehört zu den ältesten Megalithanlagen auf den Inseln.

## Beschreibung
Ein gepflasterter, von Orthostaten begrenzter Gang führt in eine runde Kammer mit einem Durchmesser von 3,3 m. Die bis in eine Höhe von 75 cm anstehende Kammerwand ist aus Trockenmauerwerk. Ursprünglich war sie etwa 1,5 m hoch und stützte ein Kraggewölbe, dessen Überreste bei der Ausgrabung im Jahre 1923 gefunden wurden. Die Kammer war mit Ausnahme einer kleinen separierten Fläche auf der Westseite mit flachen Granitplatten gepflastert. La Sergenté ist die einzige Anlage dieser Bauweise auf den Kanalinseln. Ähnliche Beispiele sind jedoch in der Bretagne und der Normandie gefunden worden.

## Funde
Bei der Ausgrabung wurden Feuersteinabschläge, Fragmente von Holzkohle und Teile von vier frühneolithischen rundbodigen Schüsseln gefunden.
In der Nähe befindet sich die archäologische Stätte La Table des Marthes.